# Arcidiocesi di Modena-Nonantola

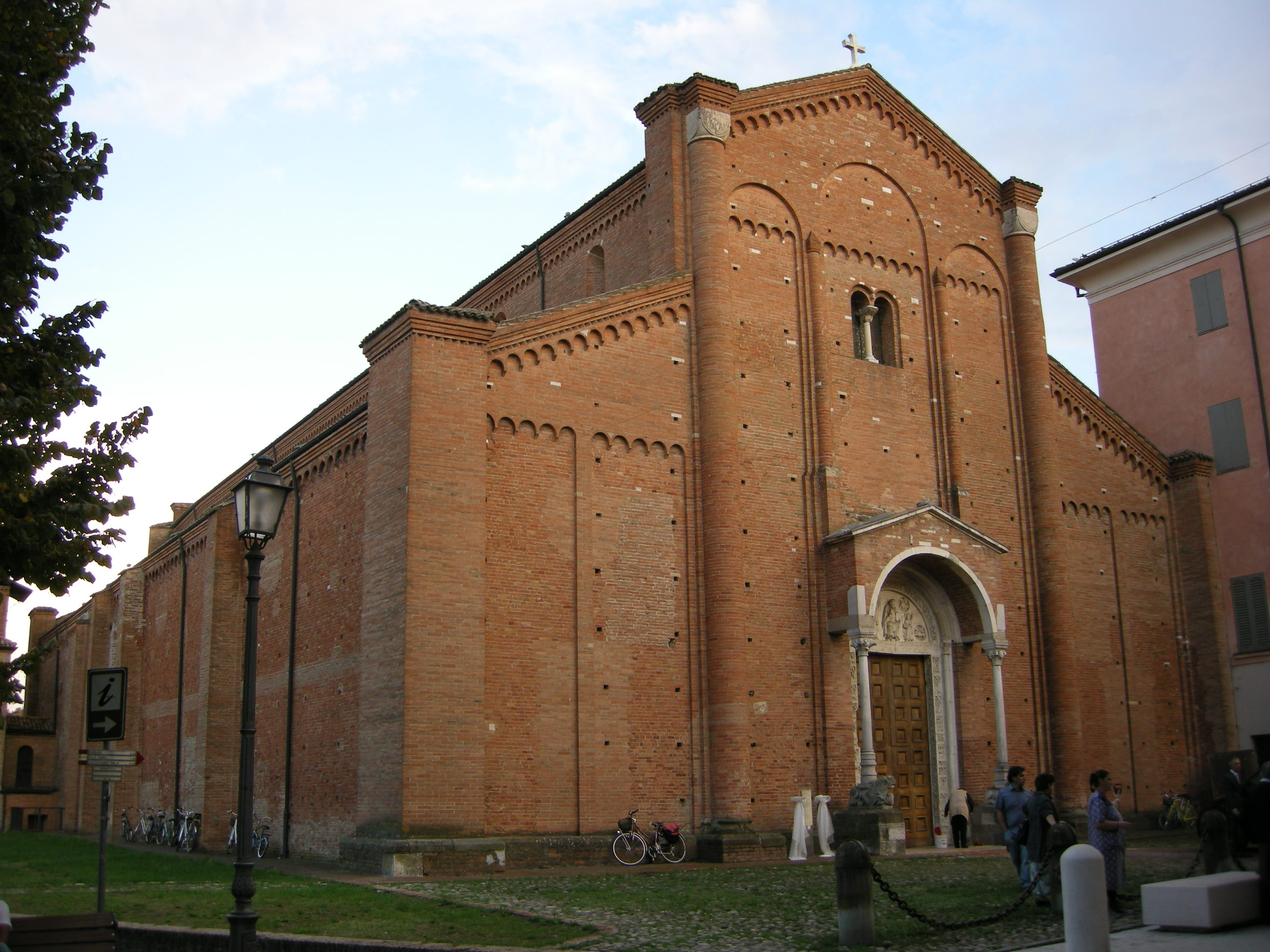
L'abbazia di Nonantola, concattedrale dell'arcidiocesi

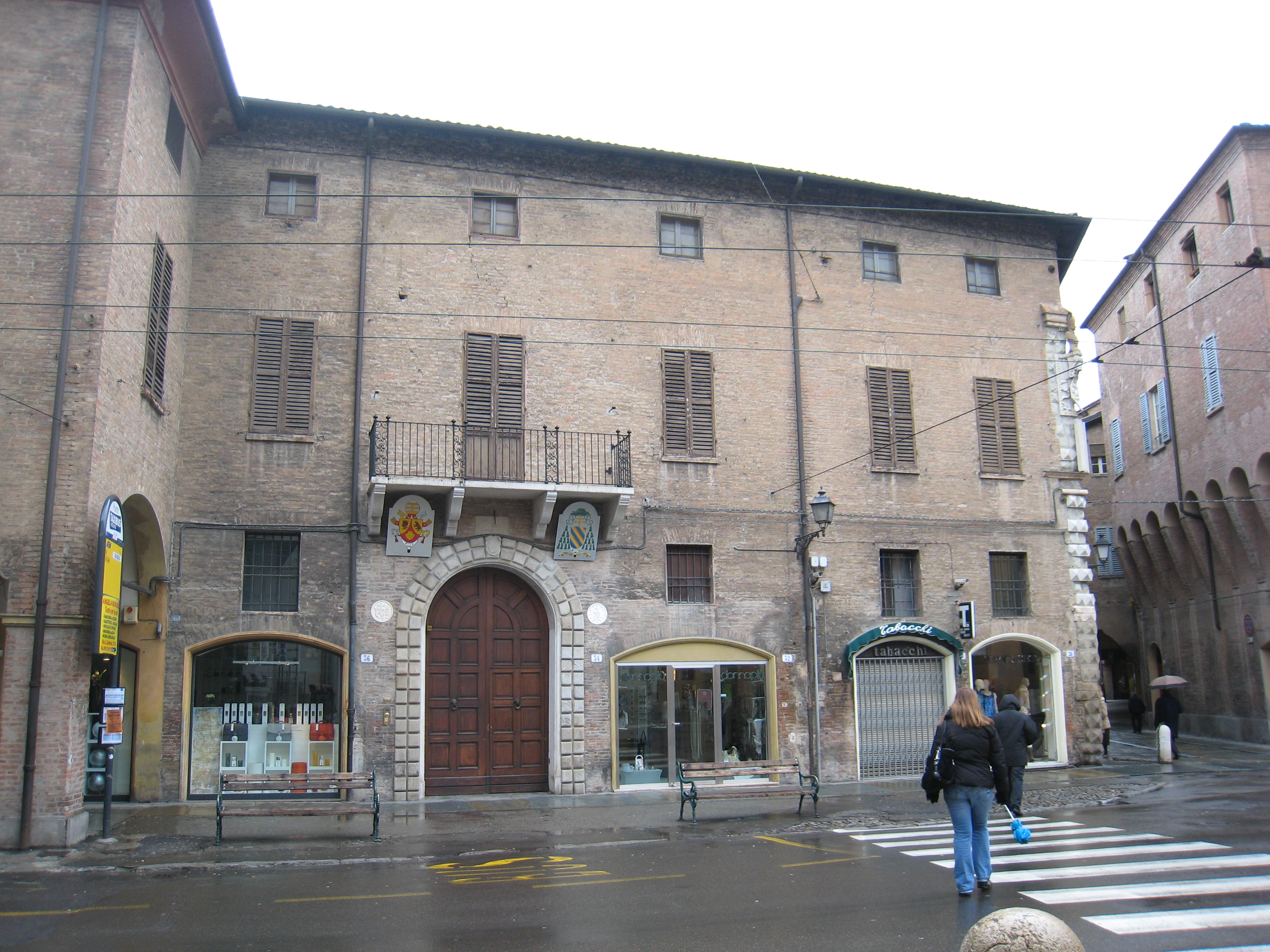
Il palazzo arcivescovile

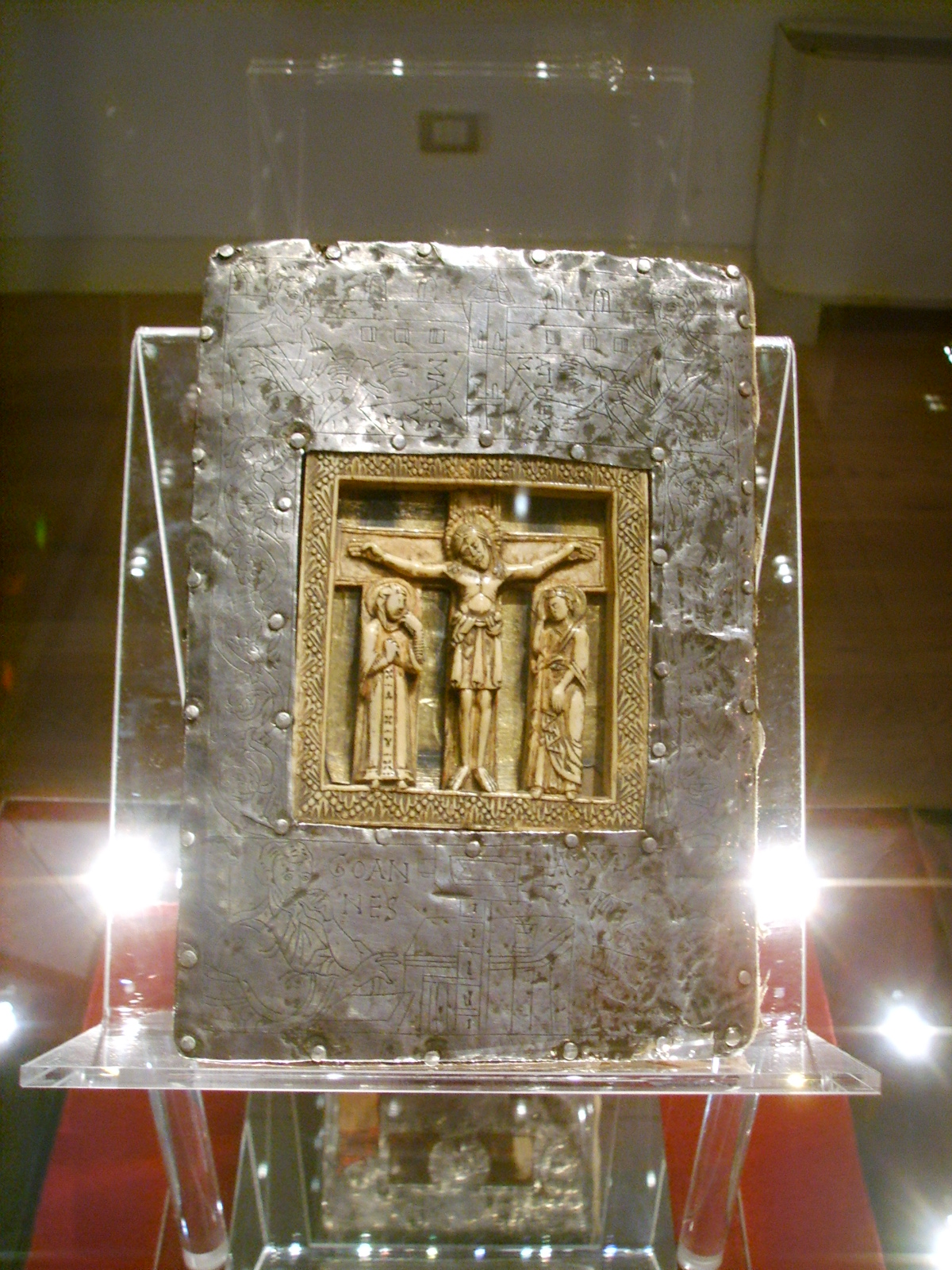
Evangeliario proveniente dall'abbazia di Nonantola e conservato nel Museo del duomo di Modena, risalente al 1106 circa

L'arcidiocesi di Modena-Nonantola (in latino Archidioecesis Mutinensis-Nonantulana) è una sede metropolitana della Chiesa cattolica in Italia appartenente alla regione ecclesiastica Emilia-Romagna. Nel 2021 contava 400.230 battezzati su 511.182 abitanti. È retta dall'arcivescovo-abate Erio Castellucci.

## Territorio
L'arcidiocesi comprende parte della provincia di Modena.
Sede arcivescovile è la città di Modena, dove si trova la cattedrale di Santa Maria Assunta. A Nonantola si trova l'abbazia, con la concattedrale dedicata a papa Silvestro I. In arcidiocesi si trovano anche due basiliche minori: la basilica della Beata Vergine del Castello a Fiorano Modenese e la basilica di San Pietro Apostolo a Modena.
Il territorio è suddiviso in 222 parrocchie.

## Istituti religiosi
Istituti religiosi maschili
- Congregazione di San Giuseppe
- Sacerdoti del Sacro Cuore di Gesù
- Congregazione mariana delle Case della Carità
- Ordine dei frati minori cappuccini
- Piccola opera della Divina Provvidenza
- Società San Paolo
- Istituto Cammino Nuovo

Istituti religiosi femminili
- Suore adoratrici del Santissimo Sacramento
- Ancelle francescane del Buon Pastore
- Suore carmelitane minori della carità
- Figlie del Sacratissimo Cuore di Gesù
- Figlie dell'Oratorio
- Figlie della Provvidenza per le Sordomute
- Figlie di Gesù
- Figlie di Maria Ausiliatrice
- Congregazione delle francescane clarisse
- Suore clarisse francescane missionarie del Santissimo Sacramento
- Suore francescane missionarie di Cristo
- Clarisse
- Piccole Sorelle di Gesù Lavoratore
- Suore ancelle missionarie del Santissimo Sacramento
- Suore catechiste del Sacro Cuore
- Suore del Preziosissimo Sangue
- Suore del Sacro Cuore di Gesù
- Suore dell'Immacolata
- Suore della carità di Santa Giovanna Antida Thouret
- Suore di Gesù Buon Pastore
- Suore di San Francesco di Sales
- Suore di san Giuseppe del Kerala
- Suore francescane dell'Immacolata Concezione
- Suore minime dell'Addolorata
- Suore serve di Maria di Galeazza

## Storia

### Sede di Modena
La prima menzione storica della diocesi modenese risale alla metà del IV secolo ed è legata alla figura di san Geminiano, che partecipò al sinodo di Milano del 390 presieduto da sant'Ambrogio. Dalla Vita di Geminiano si ricavano inoltre i nomi del predecessore e del successore sulla cattedra modenese, ossia Antonino e Teodoro (Teodolo).
Originariamente suffraganea dell'arcidiocesi di Milano, nel V secolo entrò a far parte della provincia ecclesiastica dell'arcidiocesi di Ravenna.
Nel 1099 si iniziarono i lavori per la costruzione della nuova cattedrale. Nel 1106 le principali strutture erano pronte e la chiesa fu inaugurata alla presenza di papa Pasquale II e della contessa Matilde di Canossa; in questa occasione furono solennemente traslate le reliquie di San Geminiano. I lavori e le decorazioni interne del duomo termineranno nel 1184, anno in cui la chiesa fu consacrata da papa Lucio III.
Nel 1134, con la morte del vescovo Dodone, tutte le funzioni politiche e amministrative che i vescovi avevano esercitato fino ad allora passarono al comune.
Nel 1148 per punizione Modena fu privata della sede episcopale da papa Eugenio III e il territorio della diocesi fu spartito tra le diocesi confinanti. Tuttavia, è incerto se il provvedimento ebbe mai applicazione; in ogni caso, ebbe breve durata, giacché nel 1156 Modena aveva già un proprio vescovo.
Nel 1276 vi furono gravi controversie nell'elezione del vescovo: il capitolo si divise in due fazioni ed elesse due vescovi, dei quali uno morì e l'altro rinunziò. Intanto la città di Modena fu colpita da scomunica e interdetto, fino al 1280, quando il Papa elesse un nuovo vescovo.
Il rito romano fu adottato a Modena nella prima metà del XV secolo, durante l'episcopato di Carlo Boiardo, per imposizione di papa Eugenio IV.
Durante il XVI secolo Modena fu uno dei centri del protestantesimo italiano, che trovò un gruppo di cultori appassionati con a capo il letterato Lodovico Castelvetro. Il vescovo Giovanni Gerolamo Morone, a distanza di anni, non più vescovo modenese, diplomatico papale di punta e cardinale, nel 1557 fu arrestato e imprigionato a Castel Sant'Angelo a Roma con l'accusa di essere stato troppo debole nei confronti degli eretici e di essere favorevole all'eresia protestante. Solo dopo la morte di papa Paolo IV nel 1559 fu liberato, riabilitato e successivamente resse una seconda volta la sede modenese. Fu in seguito protagonista al concilio di Trento e fondatore del seminario diocesano.
Tra le figure di maggior spicco del clero e della diocesi modenese emerge il sacerdote e cultore di cose ecclesiastiche Ludovico Antonio Muratori autore della monumentale collezione delle Rerum Italicarum Scriptores e a cui papa Pio XII dedicò un mirabile ricordo nel secondo centenario della morte.
Il 22 agosto 1855 la diocesi, che precedentemente era stata suffraganea di Ravenna (V-XVI secolo) e poi dal 1582 di Bologna, fu elevata ad arcidiocesi metropolitana con la bolla Vel ab antiquis di papa Pio IX. In origine la provincia ecclesiastica coincideva con il territorio del ducato di Modena e comprendeva le diocesi di Reggio Emilia, di Guastalla, di Carpi e di Massa Carrara. Nel 1926 Massa Carrara tornò all'arcidiocesi di Pisa. Nel dicembre 1976 la provincia ecclesiastica modenese si allargò con le diocesi di Fidenza, di Piacenza e di Parma.

### Sede di Nonantola
L'abbazia di Nonantola fu fondata dal longobardo Anselmo, cognato del re Astolfo, nell'VIII secolo. Con l'arrivo a Nonantola delle spoglie di papa San Silvestro e di papa Adriano III, l'abbazia aumenta di importanza sotto il profilo religioso richiamando numerosi pellegrini, tanto che intorno al IX secolo l'abbazia può contare 1000 monaci.
A partire dal 1449 ebbe fine la serie degli abati monaci e l'abbazia fu affidata ad abati commendatari, per lo più cardinali. Tra gli abati commendatari ci furono anche Giuliano della Rovere, eletto poi papa Giulio II, e san Carlo Borromeo.
Nel gennaio del 1514 i Benedettini lasciarono il monastero, che venne affidato ai Cistercensi. Le principali condizioni pattuite erano che ai monaci, con una dotazione loro assegnata, spettava il compito di eleggere il proprio abate conventuale e di gestire la chiesa e il monastero, mentre il palazzo abbaziale, il patrimonio dell'abbazia e la giurisdizione spirituale rimanevano di pertinenza dell'abate commendatario.
Nel 1567 il cardinale Borromeo fondò il seminario abbaziale dotandolo personalmente di 6.000 scudi e scrivendone le regole; istituì inoltre per primo l'obbligo della visita pastorale del territorio dipendente dall'abbazia. Su istanza dello stesso cardinale fu celebrato il primo sinodo diocesano nella cattedrale di Nonantola il 4 dicembre 1565.
Dal sinodo celebrato dall'abate commendatario Jacopo De Angelis nel 1688 si evince che il territorio dipendente dall'abbazia era molto vasto. Esso comprendeva più di 300 chiese sparse, oltre che nel territorio proprio di Nonantola, in molte diocesi italiane (tra cui Parma, Piacenza, Cremona, Pavia, Mantova, Verona, Vicenza, Treviso, Bologna, Pistoia, Firenze, Perugia, Assisi) compresa una chiesa a Costantinopoli, senza contare terreni e castella nel ravennate, nel milanese, in Piemonte e presso il lago di Garda, su cui l'abate esercitava la giurisdizione temporale, nonché diritti vari, come mulini e diritti di pesca e di navigazione presso il Panaro.
Nel 1783 anche i Cistercensi lasciarono l'abbazia. Francesco Maria d'Este, vescovo di Reggio Emilia e abate commendatario, istituì allora nella cattedrale un capitolo di canonici in sostituzione di quello monastico. Per le cure dello stesso vescovo fu ingrandito il seminario fino a contenere quasi 80 seminaristi.
Con l'invasione francese del 1797 iniziò la crisi dell'abbazia e della diocesi, che fu spogliata di tutti i suoi beni. Nel concordato italiano tra il governo francese e papa Pio VII del 1803 l'abbazia territoriale fu soppressa ed il suo territorio unito a quello di Modena. Tuttavia Francesco Maria d'Este continuò a governare la sede nonantolana come amministratore apostolico.
Passata la bufera francese, il duca di Modena Francesco IV chiese ed ottenne il ripristino dell'abbazia territoriale, decisione che Pio VII prese il 15 dicembre 1820; l'abbazia nullius, ridotta territorialmente alle sole sue precedenti parrocchie comprese nel territorio del ducato, fu affidata in commenda ai vescovi pro tempore di Modena.

### Sedi unite
Il 23 settembre 1902 l'abbazia nullius di Nonantola divenne suffraganea dell'arcidiocesi di Modena, a cui fu unita il 1º maggio 1906 con il decreto Ex decreto della Sacra Congregazione Concistoriale.
Il 15 settembre 1984 in forza del decreto Quo aptius della Congregazione per i vescovi ha ceduto due parrocchie nel comune di Toano alla diocesi di Reggio Emilia.
Il 30 settembre 1986, per effetto del decreto Instantibus votis della Congregazione per i vescovi, fu stabilita la plena unione delle due sedi e la nuova circoscrizione ecclesiastica ha assunto il nome attuale.
Dal 7 dicembre 2020 è unita in persona episcopi alla diocesi di Carpi. Il 18 settembre 2024 è stata annunciata la richiesta della Santa Sede di portare a compimento l'unificazione tra le due diocesi.

## Cronotassi dei vescovi
Si omettono i periodi di sede vacante non superiori ai 2 anni o non storicamente accertati.

### Abati di Nonantola
- Sant'Anselmo † (752 - 3 marzo 803 deceduto)
- Pietro † (804 - 824)
- Ansfrido † (825 - 837)
- Ratperto † (838 - 839)
- Rotichildo † (839 - 842)
- Giselprando † (842 - 851)
- Liutefredo † (851 - 855)
- Leone I † (855 - 856)
- Pietro II † (856 - 865)
- Varnefrido † (865 - 869)
- Ragimbaldo † (869 - 870)
- Teodorico † (870 - 887)
- Landefredo † (890 - 895)
- Leopardo † (895 - 907)
- Pietro III † (907 - 913)
- Beato Gregorio † (913 - 929)[11]
- Ingelberto † (929 - 941)
- Gerlone † (941 - 947)
- Gottifredo † (947 - 958 circa)
- Guido[12] † (959 - 969 circa)
- Umberto[13] † (969 - 974 circa)
- Giovanni I Archimandrita † (982 - 995 circa)
- Leone II † (996 - 998)
- Giovanni II † (998 - 1000)
- Leone III † (1000 - 1002)
- Rodolfo I † (1002 - 1032)
- Rodolfo II † (1035 - 1053)
- Gottescalco † (1053 - 1059 circa)
- Landolfo I † (1060 - 1072)
- Damiano † (1086 - 1112)
- Giovanni III † (1112 - 1128)
- Ildebrando † (1129 - 1140)
- Andrea † (1140 - 1144 circa)
- Alberto I † (1144 - 1154)
- Alberto II † (1154 - 1178)
- Bonifacio † (1179 - 1201)
- Raimondo † (1201 - 1250 circa)
- Cirsacco † (1250 - 1255)
- Buonaccorso † (1255 - 1262)
- Landolfo II † (1263 - 1275)
- Guido † (1286 - 1309)
- Nicolò Baratti † (1309 - 1329)
- Bernardo † (1330 - 1334)
- Guglielmo † (1337 - 1347)
- Federico † (1347 - 1348)
- Diodato † (1348 - 1356)
- Lodovico † (1357 - 1361)
- Ademaro † (1363 - 1369)
- Tommaso de' Marzapesci † (1369 - 1385)
- Nicolò d'Assisi † (1386 - 1398)
- Batista Gozzadini † (1398 - 1400)
- Delfino Gozzadini † (1400 - 1405)
- Giangaleazzo Pepoli † (1407 - 1449 deceduto)
- Gurone d'Este † (1449 - 1484 deceduto)
- Giuliano della Rovere † (1484 - 1º novembre 1503 eletto papa con il nome di Giulio II)
- Galeotto Franciotti della Rovere † (1503 - 1505 dimesso)
- Giuliano Cesarini † (1505 - 1º maggio 1510 deceduto)
- Gianmatteo Sertorio † (1510 - 1516 dimesso)
- Giangiacomo Sertorio † (1516 - 1527 deceduto)
- Gianmatteo Sertorio † (1527 - 1531 dimesso) (per la seconda volta)
- Antonio Maria Sertorio † (1531 - 1550 dimesso)
- Giulio Sertorio † (1550 - 1560 deceduto)
- San Carlo Borromeo † (1560 - 1566 dimesso)
- Gianfrancesco Bonomi † (1567 - 17 ottobre 1572 nominato vescovo di Vercelli)
- Guido Ferreri † (1573 - 1582 dimesso)
- Filippo Guastavillani † (1582 - 17 agosto 1587 deceduto)
- Girolamo Mattei † (1587 - 8 dicembre 1603 deceduto)
- Alessandro Mattei † (dicembre 1603 - 1621 dimesso)
- Ludovico Ludovisi † (1621 - 18 novembre 1632 deceduto)
- Antonio Barberini † (1632 - 3 agosto 1671 deceduto)
- Jacopo Rospigliosi † (1671 - 2 febbraio 1684 deceduto)
  - Sede vacante (1684-1687)
- Jacopo De Angelis † (1687 - 15 settembre 1695 deceduto)
- Sebastiano Antonio Tanara † (1695 - 5 maggio 1724 deceduto)
- Alessandro Albani † (1724 - 11 dicembre 1779 deceduto)
- Francesco Maria d'Este † (1780 - 17 maggio 1821 deceduto)
  - Sede data in commenda ai vescovi di Modena (1821-1906)
  - Sede unita in perpetuo all'arcidiocesi di Modena (1906-1986)

### Vescovi e arcivescovi di Modena
- Cleto †
- Dionisio †[14]
- Antonino † (menzionato nel 343 ?)
- San Geminiano I † (seconda metà del IV secolo)[15]
- Teodoro o Teodolo † (circa 395/396 - prima del 423)
- Geminiano II? † (menzionato nel 458)[16]
- Gregorio † (482 - ?)
- Bassiano (Basso, Cassiano) † (prima del 501 - dopo il 503)
- Pietro † (menzionato nel 680)
- Giovanni I † (menzionato nel 744)
- Lupicino o Lopicino † (menzionato nel 749)
- Geminiano † (menzionato nel 782)
- Gisio † (prima del 796 - dopo novembre 811)
- Martino o Marino † (circa 812)[17]
- Deodato (Deusdedit) † (prima di agosto 813 - dopo l'828)
- Giona † (prima dell'840 - dopo l'856)
- Ernido † (prima dell'861 - dopo settembre 863)
- Walperto † (prima di novembre 865 - dopo settembre 869)
- Leodoino † (prima di agosto 871 - dopo novembre 892)
  - Giovanni II † (menzionato nell'898) (antivescovo)
- Gamenolfo † (prima del 30 settembre 898 - ?)
- Gotifredo † (prima di agosto 902 - dopo settembre 933)
- Ardingo[18] † (? - 943 deceduto)
- Guido[19] † (circa 944 - 968)
- Ildebrando † (969 - dopo maggio 993)
- Giovanni † (prima di giugno 994 - dopo febbraio 1001)
- Varino † (prima di aprile 1003 - dopo ottobre 1020)
- Ingone † (circa 1023 - dopo marzo 1038)
- Uberto (Guiberto, Viberto) † (prima di febbraio 1039 - dopo maggio 1054)
- Eriberto (Umberto, Erberto, Ariberto) † (circa 1054 - 1085 deposto)
- Benedetto † (prima di marzo 1086 - dopo maggio 1096)
- Egidio † (1097 - dopo giugno 1099)
- Dodone † (1100 - 1134 deceduto)[3]
- Ribaldo † (1136 - 1148)
  - Ildebrando Grassi, Can.Reg. † (1148 - 1156 dimesso) (amministratore apostolico)
- Enrico Montecuccoli † (1156 - circa 1173 deceduto)
- Ugo † (1174 - 1179)
- Ardizio † (1179 - 3 dicembre 1194 deceduto)
- Egidio Garzoni † (1194 - 1207 nominato arcivescovo di Ravenna)
- Martino † (1207 - 18 settembre 1221 deceduto)
- Guglielmo di Savoia, O.Cart. † (maggio 1222 - 21 settembre 1233 dimesso)
- Beato[20] Alberto Boschetti † (3 aprile 1234 - 29 febbraio 1264 deceduto)
- Matteo de' Pii † (1264 - 7 novembre 1276 deceduto)
  - Sede vacante (1276-1281)
- Ardizio Conti † (23 dicembre 1281 - 1287 deceduto)
- Filippo Boschetti, O.F.M. † (1287 - 1290 deceduto)
- Jacopo † (1290 - 26 maggio 1311 deceduto)
- Bonadamo Boschetti † (3 giugno 1311 - 24 gennaio 1313 deceduto)
- Bonincontro da Fiorano † (4 febbraio 1313 - 19 gennaio 1318 deceduto)
- Guido de Guisis † (1º marzo 1318 - 16 settembre 1334 nominato vescovo di Concordia)
  - Rolando (Orlando) † (1329 - 1330 deposto) (scismatico)
- Bonifazio † (10 maggio 1336 - 6 novembre 1340 nominato vescovo di Como)
- Alamanno Donati, O.F.M. † (18 luglio 1342 - 4 giugno 1352 deceduto)
- Beato Aldobrandino d'Este † (18 gennaio 1353 - tra novembre 1378 e marzo 1379 nominato vescovo di Ferrara[21])
- Guido da Baisio † (10 ottobre 1380 - 1382 o 1383 nominato vescovo di Ferrara)
- Dionisio Restani, O.S.A. † (1383 - 1400 deceduto)
- Pietro Boiardo † (1400 - 24 gennaio 1401 nominato arcivescovo di Ferrara)
- Nicolò Boiardo † (24 gennaio 1401 - 1414 deceduto)
- Carlo Boiardo † (30 aprile 1414 - 1436 dimesso)
- Scipione Manenti † (17 ottobre 1436 - 1444 deceduto)
- Giacomo Antonio della Torre † (19 ottobre 1444 - 24 settembre 1463 nominato vescovo di Parma)
- Delfino della Pergola † (24 settembre 1463 - 1465 deceduto)
- Nicolò Sandonnini † (7 giugno 1465 - 15 novembre 1479 nominato vescovo di Lucca)
- Gian Andrea Bocciazzi † (15 novembre 1479 - 1495 deceduto)
- Giambattista Ferrari † (11 settembre 1495 - 27 luglio 1502 deceduto)
- Francesco Ferrari † (20 luglio 1502 - 1507 deceduto)
  - Ippolito d'Este † (1507 - 3 settembre 1520 deceduto) (amministratore apostolico)
- Ercole Rangoni † (12 settembre 1520 - 25 agosto 1527 deceduto)
- Pirro Gonzaga † (5 settembre 1527 - 28 gennaio 1529 deceduto)
- Giovanni Gerolamo Morone † (7 aprile 1529 - 23 maggio 1550 dimesso)
- Egidio Foscarari, O.P. † (23 maggio 1550 - 23 febbraio 1564 deceduto)
- Giovanni Gerolamo Morone † (23 febbraio 1564 - 16 novembre 1571 dimesso) (per la seconda volta)
- Sisto Visdomini, O.P. † (16 novembre 1571 - 27 settembre 1590 deceduto)
- Giulio Canani † (8 febbraio 1591 - 27 novembre 1592 deceduto)
- Gaspare Silingardi † (19 febbraio 1593 - 13 luglio 1607 deceduto)
- Lazaro Pellizzari, O.P. † (1º ottobre 1607 - 1610 deceduto)
- Pellegrino Bertacchi † (22 marzo 1610 - 22 agosto 1627 deceduto)
- Alessandro Rangoni † (28 febbraio 1628 - 25 aprile 1640 deceduto)
- Opizzone d'Este † (19 novembre 1640 - 24 agosto 1645 deceduto)[22]
- Roberto Fontana † (12 giugno 1645 - 16 agosto 1654 deceduto)
- Ettore Molza † (2 agosto 1655 - 2 maggio 1679 deceduto)
- Carlo Molza, O.S.B. † (27 novembre 1679 - 24 dicembre 1690 deceduto)
- Ludovico Masdoni † (12 novembre 1691 - giugno 1716 deceduto)
- Stefano Fogliani † (12 aprile 1717 - 26 giugno 1742 deceduto)
- Ettore Molza † (20 maggio 1743 - 1º gennaio 1745 deceduto)
- Giuliano Sabbatini, Sch.P. † (8 marzo 1745 - 3 giugno 1757 deceduto)
- Giuseppe Maria Fogliano † (19 dicembre 1757 - 18 ottobre 1785 deceduto)
- Tiburzio Cortese † (3 aprile 1786 - 30 dicembre 1823 deceduto)
- Giuseppe Emilio Sommariva † (12 luglio 1824 - 7 marzo 1829 deceduto)
- Adeodato Caleffi, O.S.B. † (5 luglio 1830 - 5 agosto 1837 deceduto)
- Luigi Reggianini † (12 febbraio 1838 - 9 gennaio 1847 deceduto)
- Luigi Ferrari † (3 luglio 1848 - 19 aprile 1851 deceduto)
- Francesco Emilio Cugini † (18 marzo 1852 - 22 gennaio 1872 deceduto)
- Giuseppe Maria Guidelli dei conti Guidi † (6 maggio 1872 - 24 maggio 1889 dimesso[23])
- Carlo Maria Borgognoni † (24 maggio 1889 - 20 agosto 1900 deceduto)
- Natale Bruni † (17 dicembre 1900 - 14 aprile 1926 deceduto)
- Giuseppe Antonio Ferdinando Bussolari, O.F.M.Cap. † (7 maggio 1926 - 12 dicembre 1939 deceduto)
- Cesare Boccoleri † (28 marzo 1940 - 31 ottobre 1956 deceduto)
- Giuseppe Amici † (23 dicembre 1956 - 7 febbraio 1976 ritirato)
- Bruno Foresti † (2 aprile 1976 - 7 aprile 1983 nominato arcivescovo, titolo personale, di Brescia)
- Bartolomeo Santo Quadri † (31 maggio 1983 - 30 settembre 1986 nominato arcivescovo di Modena-Nonantola)

### Arcivescovi di Modena-Nonantola
- Bartolomeo Santo Quadri † (30 settembre 1986 - 12 aprile 1996 ritirato)
- Benito Cocchi † (12 aprile 1996 - 27 gennaio 2010 ritirato)
- Antonio Lanfranchi † (27 gennaio 2010 - 17 febbraio 2015 deceduto)
- Erio Castellucci, dal 3 giugno 2015

## Statistiche
L'arcidiocesi nel 2021 su una popolazione di 511.182 persone contava 400.230 battezzati, corrispondenti al 78,3% del totale.
| anno | popolazione | popolazione | popolazione | presbiteri | presbiteri | presbiteri | presbiteri                | diaconi | religiosi | religiosi | parrocchie |
| anno | battezzati  | totale      | %           | numero     | secolari   | regolari   | battezzati per presbitero | diaconi | uomini    | donne     | parrocchie |
| ---- | ----------- | ----------- | ----------- | ---------- | ---------- | ---------- | ------------------------- | ------- | --------- | --------- | ---------- |
| 1950 | 383.519     | 383.769     | 99,9        | 438        | 352        | 86         | 875                       |         | 105       | 935       | 225        |
| 1970 | 404.500     | 405.000     | 99,9        | 419        | 320        | 99         | 965                       |         | 132       | 700       | 238        |
| 1980 | 405.000     | 420.000     | 96,4        | 384        | 271        | 113        | 1.054                     |         | 131       | 770       | 244        |
| 1990 | 420.000     | 430.000     | 97,7        | 333        | 245        | 88         | 1.261                     | 16      | 100       | 610       | 246        |
| 1999 | 443.200     | 444.500     | 99,7        | 301        | 220        | 81         | 1.472                     | 37      | 94        | 556       | 245        |
| 2000 | 442.500     | 443.800     | 99,7        | 293        | 219        | 74         | 1.510                     | 38      | 87        | 561       | 244        |
| 2001 | 443.520     | 445.000     | 99,7        | 284        | 212        | 72         | 1.561                     | 38      | 87        | 553       | 244        |
| 2002 | 455.000     | 458.000     | 99,3        | 275        | 197        | 78         | 1.654                     | 37      | 91        | 548       | 243        |
| 2003 | 446.300     | 448.500     | 99,5        | 262        | 189        | 73         | 1.703                     | 39      | 82        | 538       | 243        |
| 2004 | 455.000     | 462.000     | 98,5        | 260        | 184        | 76         | 1.750                     | 42      | 85        | 538       | 246        |
| 2013 | 478.374     | 515.732     | 92,8        | 239        | 182        | 57         | 2.001                     | 72      | 57        | 307       | 243        |
| 2016 | 478.350     | 566.000     | 84,5        | 219        | 167        | 52         | 2.184                     | 79      | 55        | 295       | 243        |
| 2019 | 409.530     | 511.021     | 80,1        | 225        | 175        | 50         | 1.820                     | 87      | 54        | 292       | 242        |
| 2021 | 400.230     | 511.182     | 78,3        | 205        | 166        | 39         | 1.952                     | 91      | 45        | 231       | 222        |

### Per la sede di Modena
- Francesco Lanzoni, Le diocesi d'Italia dalle origini al principio del secolo VII (an. 604), vol. II, Faenza, 1927, pp. 790–793
- Giuseppe Cappelletti, Le Chiese d'Italia dalla loro origine sino ai nostri giorni, Venezia, 1859, vol. XV, pp. 193–331
- (LA)  Pius Bonifacius Gams, Series episcoporum Ecclesiae Catholicae, Leipzig, 1931, pp. 757–759
- (LA)  Konrad Eubel, Hierarchia Catholica Medii Aevi, vol. 1, p. 353; vol. 2, pp. 197–198; vol. 3, p. 252; vol. 4, p. 250; vol. 5, p. 277; vol. 6, p. 298

### Per la sede di Nonantola
- Gaetano Montagnani, Storia dell'augusta badia di S. Silvestro di Nonantola, Modena, 1838
- Giuseppe Cappelletti, Le Chiese d'Italia dalla loro origine sino ai nostri giorni, Venezia, 1859, vol. XV, pp. 332–358